# Phoradendron merae
Phoradendron merae är en sandelträdsväxtart som beskrevs av Kuijt. Phoradendron merae ingår i släktet Phoradendron och familjen sandelträdsväxter. Inga underarter finns listade i Catalogue of Life.